# Нефтяник (футбольный клуб, Дрогобыч)
«Нефтяник» — советский футбольный клуб из Дрогобыча. Создан в 1950 году. Последнее упоминание в 1970 году.

## Достижения
- Чемпионат Украинской ССР 1958 — бронзовый призёр
- В первой лиге СССР — 14 место (в зональном турнире класса «Б» 1960 год).
- В Кубке СССР — поражение в 1/2 зонального финала (1961 год).